# Fire/Jericho
Fire/Jericho foi o quarto single lançado pelo grupo britânico The Prodigy.
O single contém o subtítulo "strangely limited edition" devido à versão em disco de vinil 12" ter sido deletada após duas semanas. O 12" foi deletado para mover o foco para o lançamento do álbum de estreia, Experience, alguns meses mais tarde. Mesmo no relançamento do single o subtítulo foi mantido.
O videoclipe de Fire foi dirigido por Russel Simmons, mas o vídeo foi considerado tão ruim pelo grupo que foi proibido de ir ao ar. Entretanto, ele aparece numa compilação da XL chamada "The Video Chapter". Devido a sua raridade, o vídeo é muito procurado pelos fãs.

## XL

### Disco de vinil 7"
A. Fire (Edit) (3:21)
B. Jericho (Original Version) (3:47)

### Disco de vinil 12"
1. Fire (Burning version) (4:42)
2. Fire (Sunrise version) (5:05)
3. Jericho (Original version) (3:47)
4. Jericho (Genaside II remix) (5:45)

### CD single
1. Fire (Edit) (3:21)
2. Jericho (Original Version) (3:47)
3. Fire (Sunrise Version) (5:05)
4. Jericho (Genaside II Remix) (5:45)

### Elektra CD single
1. Fire (Edit) (3:21)
2. Jericho (Original Version) (3:47)
3. Fire (Sunrise Version) (5:05)
4. Jericho (Genaside II Remix) (5:45)
5. Pandemonium (4:25)